# Parampara (film)
Parampara (tłum. Tradycja) to bollywoodzki miłosny film akcji  z 1992 roku. W rolach głównych Sunil Dutt, Vinod Khanna, Aamir Khan, debiutujący Saif Ali Khan i Raveena Tandon. W drugoplanowych Neelam i Anupam Kher. Reżyserem filmu jest Yash Chopra, autor Veer-Zaara, Darr i Dil To Pagal Hai, a scenariusz napisał jego syn Aditya Chopra, autor Żony dla zuchwałych.

## Obsada
- Sunil Dutt – Thakur Bhavani Singh
- Vinod Khanna – Thakur Prithvi Singh
- Ramya Krishna – Tara
- Ashwini Bhave – Rajeshwari P. Singh
- Aamir Khan – Ranbir Prithvi Singh
- Saif Ali Khan – Pratap Prithvi. Singh – debiut
- Raveena Tandon – Vijaya
- Neelam – Sapna
- Anupam Kher – Gora Shankar

## Muzyka i piosenki
Twórcami muzyki jest duet Shiv-Hari, autorzy muzyki do Silsila (1981), Chandni (1989), Lamhe (1991) i Darr.
- Mangati Hai Pyasi Dharti
- Hum Banjare Dil Nahi Dete
- Tu Sawan Main Pyaas Piya
- Ishq Ishq
- Hum Naujawano Ka Zamana Hai
- Phoolon Ke Is Shaher Mein
- Aadhi Raat Ko